# صلاة الوتر
صلاة الوتر في الإسلام نوع من أنواع صلاة النفل، تُصلّى بالليل. وهي: ركعة تختم صلاة الليل التي تصلى قبلها شفعا. وحكمها: سنة مؤكدة عند الجمهور، وواجبة عند الحنفية. وهي: الركعة وما يضاف قبلها من صلاة الليل مثنى مثنى. وأكثر الوتر إحدى عشرة ركعة، وأقله ثلاث ركعات، أو ركعة تختم شفعا من الصلاة قبلها. يدخل وقتها بفعل صلاة العشاء، ويستمر إلى طلوع الفجر الثاني. والوتر لغة: الفرد أو ما لم يشفع من العدد. وأوتره أي: أفرده. قال اللحياني: أهل الحجاز يسمون الفرد الوتر.

## سبب التسمية
سميت بذلك لأنها تُصلى وتراً أي ركعة واحدة، أو ثلاثاً أو أكثر أي عدداً فردياً.

## حكمها
اختلف الفقهاء في حكم صلاة الوتر على قولين:
- القول الأول: ذهب جمهور الفقهاء إلى أن صلاة الوتر سنة مؤكدة وليست واجبة واحتجوا لذلك بما يأتي:

1. حديث طلحة بن عبيد الله رضي الله عنه في الأعرابي الذي سأل النبي ﷺ عما فرض عليه في اليوم والليلة، «فقال: خمس صلوات، فقال: هل عليَّ غيرها؟ قال: لا، إلا أن تطوع شيئاً.[2][3]»
2. ما رواه النسائي وغيره عن عبادة بن الصامت رضي الله عنه قال: سمعت رسول الله ﷺ«يقول: «خمس صلوات كتبهن الله على العباد، فمن جاء بهن لم يضيع منهن شيئاً استخفافاً بحقهن، كان له عند الله عهد أن يدخله الجنة، ومن لم يأت بهن فليس له عهد عند الله، إن شاء عذبه، وإن شاء أدخله الجنة».[4][5]»
3. ما جاء عن علي رضي الله عنه أنه قال: «الوتر ليس بحتم كهيئة المكتوبة ولكنه سنة سنها ﷺ.[6][7]»

أما أدلة تأكيد سنيتها فمنها:
1. حديث علي بن أبي طالب رضي الله عنه أن النبي ﷺ أوتر ثم قال: «يا أهل القرآن أوتروا فإن الله  وتر يحب الوتر.[8][9][10]»

( قالَ عليٌّ رضيَ اللَّهُ عنهُ : ألا إنَّ الوترَ ليسَ بِحَتمٍ كصلاتِكُمِ المَكْتوبةِ، ولَكِنَّ رسولَ اللَّهِ صلَّى اللَّهُ عليهِ وسلَّمَ أوترَ ثمَّ قالَ : أوتِروا يا أَهْلَ القُرآنِ، أوتِروا فإنَّ اللَّهَ وترٌ يحبُّ الوترَ)
الراوي : علي بن أبي طالب | المحدث : أحمد شاكر | المصدر : تخريج المسند لشاكر
فهذه الأدلة وغيرها تدل على أن الوتر سنة مؤكدة.
- القول الثاني: ذهب أبو حنيفة[12] إلى أن الوتر واجب، واستدل على ذلك بأدلة منها:

1. قوله ﷺ : «الوتر حق فمن لم يوتر فليس منا.[13][14]»
2. حديث عمرو المتقدم ذكره وقوله ﷺ فيه : «فصلوها فيما بين صلاة العشاء إلى صلاة الفجر....[15][16]» قالوا: الأمر هنا للوجوب.
3. أنها صلاة مؤقتة، وقد جاء في السنة ما يدل على أنها تقضى.

## وقتها
اتفق الفقهاء على أن وقته من بعد صلاة العشاء إلى طلوع الفجر، كما اتفقوا على أن أفضل وقته هو السحور
- عائشة رضي الله عنها حيث قا لت: «من كل الليل قد أوتر رسول الله ﷺ من أول الليل وأوسطه وآخره فانتهى وتره إلى السحر.[17][18]»
- وعن جابر رضي الله عنه قال: قال رسول الله ﷺ: «من خاف أن لا يقوم من آخر الليل فليوتر أوله، ومن طمع أن يقوم آخره فليوتر آخر الليل فإن صلاة آخر الليل مشهودة وذلك أفضل.[19][20]»

## عدد ركعات الوتر

### أقل الوتر
أما أقل الوتر فعند المالكية والشافعية والحنابلة ركعة واحدة، ويجوز ذلك عندهم بلا كراهية والاقتصار عليها خلاف الأولى واستدلوا لذلك بما ورد عن ابن عمر رضي الله عنهما أن رجلاً قال: يا رسول الله كيف صلاة الليل؟ قال ﷺ : «مثنى مثنى، فإذا خفت الصبح فأوتر بواحدة».
وقال الحنفية: لا يجوز الإتيان بركعة.
وعن الإمام أحمد قال يروى عن أربعة من أصحاب النبي ﷺ  عن النبي ﷺ  أنه أوتر بركعة ابن عباس وعائشة وابن عمر وزيد بن خالد.

### أكثر الوتر
أما أكثره فعند الشافعية والحنابلة إحدى عشرة ركعة، وفي قول عند الشافعية ثلاث عشرة ركعة لحديث أم سلمة رضي الله عنها «كان رسول الله ﷺ يوتر بثلاث عشرة ركعة».

### أدنى الكمال للوتر
أدنى الكمال للوتر ثلاث ركعات.

## صفة صلاة الوتر
لصلاة الوتر صفتان: الوصل والفصل.

### الفصل
والمراد أن يفصل المصلي بين ركعات الوتر، فيسلم من كل ركعتين، فإذا صلى خمساً مثلاً صلى ثنتين ثم يسلم ثم ثنتين ثم يسلم ثم يصلي واحدة هكذا.
لحديث عائشة رضي الله عنها حيث قالت: «كان رسول الله ﷺ  يصلي فيما بين أن يفرغ من صلاة العشاء وهي التي يدعو الناس العتمة إلى الفجر إحدى عشرة ركعة يسلم بين كل ركعتين ويوتر بواحدة».

### الوصل
وهي أن يصلى الوتر الذي هو أكثر من ركعة متصلاً لا يفصل بينها بسلام، ولهذه الصورة حالات:

#### الحالة الأولى
هي أن يوتر المصلي بثلاث ركعات وصورتها أن يصلي الثلاث ركعات لايفصل بينها بتشهد فقد نهى النبي ﷺ  في قوله: «لاَ تُوتِرُوا بِثَلاَثٍ تشبهُوا الْمَغْرِبَ». ومراده ﷺ  –كما بينه أهل العلم– هو النهي عن الجلوس للتشهد الأول بحيث تشبه صلاة المغرب.

#### الحالة الثانية
أن يوتر بخمس أو سبع، فيسردهن سرداً، فلا يجلس إلا في آخرهن لحديث عائشة رضي الله عنها قالت: «كان رسول الله ﷺ  يصلي من الليل ثلاث عشرة ركعة يوتر من ذلك بخمس لا يجلس في شيء إلا في آخرها».
وأيضاً لحديث أم سلمة رضي الله عنها قالت: «كان النبي ﷺ يوتر بسبع أو بخمس لا يفصل بينهن بتسليم».

#### الحالة الثالثة
أن يوتر بتسع، فيسرد ثمانياً ثم يجلس للتشهد ولا يسلم ثم يصلي التاسعة ويتشهد ويسلم.
ويجوز في هذه الحالات الثلاث أن يسلم من كل ركعتين.

#### الحالة الرابعة
أن يوتر بإحدى عشرة ركعة، فالأفضل أن يسرد عشراً يتشهد ثم يقوم ويأتي بركعة ويسلم ويجوز أن يسردها كلها فلا يجلس ولا يتشهد إلا في آخرها.

## القراءة في صلاة الوتر
اتفق الفقهاء على أن المصلي يقرأ في كل ركعة من الوتر بالفاتحة وسورة لكن السورة عندهم سنة لا يعود لها إن ركع.
وذكر الحنابلة إلى أنه يندب القراءة بعد الفاتحة بالسور الثلاث وهي (الأعلى) في الركعة الأولى، و(الكافرون) في الثانية، و(الإخلاص) في الثالثة.

## القنوت في الوتر
اختلف الفقهاء في حكم القنوت في الوتر فذكر أبو حنيفة أنه واجب في السنة وخالفه صاحباه أبو يوسف و محمد فقالا أنه سُنّة في السنة، والمشهور عند المالكية أنه لا قنوت في الوتر وفي قول لمالك أنه يقنت في العشر الأواخر من رمضان، ومستحب عند الشافعية في النصف الثاني من رمضان وفي قول في كل رمضان وفي آخر طوال العام، والمشهور عند الحنابلة أنه سُنّة طوال العام.